# العلاقات المارشالية الكورية الجنوبية
العلاقات المارشالية الكورية الجنوبية هي العلاقات الثنائية التي تجمع بين جزر مارشال وكوريا الجنوبية.

## مقارنة بين البلدين
هذه مقارنة عامة ومرجعية للدولتين:
| وجه المقارنة                                              | جزر مارشال                     | كوريا الجنوبية                                                          |
| --------------------------------------------------------- | ------------------------------ | ----------------------------------------------------------------------- |
| المساحة (كم2)                                             | 181                            | 100.30 ألف                                                              |
| عدد السكان (نسمة)                                         | 53.13 ألف                      | 51.47 مليون                                                             |
| الكثافة السكانية (ن./كم²)                                 | 29.35 ألف                      | 513.16                                                                  |
| العاصمة                                                   | ماجورو                         | سول                                                                     |
| اللغة الرسمية                                             | لغة إنجليزية، اللغة المارشالية | اللغة الكورية                                                           |
| العملة                                                    | دولار أمريكي                   | وون كوري جنوبي                                                          |
| الناتج المحلي الإجمالي (بليون دولار)                      | 199.40 مليون                   | 1.53 تريليون                                                            |
| الناتج المحلي الإجمالي (تعادل القوة الشرائية) بليون دولار | 207.25 مليون                   | 1.75 تريليون                                                            |
| الناتج المحلي الإجمالي الاسمي للفرد دولار أمريكي          | 3.38 ألف                       | 27.22 ألف                                                               |
| الناتج المحلي الإجمالي للفرد دولار أمريكي                 | 3.80 ألف                       |                                                                         |
| مؤشر التنمية البشرية                                      |                                | 0.901                                                                   |
| رمز المكالمات الدولي                                      | +692                           | +82                                                                     |
| رمز الإنترنت                                              | .mh                            | .kr                                                                     |
| المنطقة الزمنية                                           | ت ع م+12:00                    | توقيت كوريا الجنوبية، ت ع م+09:00، آسيا/سيول ‏، ت ع م+08:00، ت ع م+08:30 |

## منظمات دولية مشتركة
يشترك البلدان في عضوية مجموعة من المنظمات الدولية، منها:
| علم المنظمة | اسم المنظمة                   | تاريخ انضمام جزر مارشال | تاريخ انضمام كوريا الجنوبية |
| ----------- | ----------------------------- | ----------------------- | --------------------------- |
|             | مؤسسة التمويل الدولية         | 23 سبتمبر 1992          | 16 مارس 1964                |
|             | منظمة حظر الأسلحة الكيميائية  | ?                       | ?                           |
|             | يونسكو                        | 30 يونيو 1995           | 14 يونيو 1950               |
|             | الأمم المتحدة                 | 17 سبتمبر 1991          | 17 سبتمبر 1991              |
|             | منظمة الشرطة الجنائية الدولية | ?                       | ?                           |
|             | البنك الدولي للإنشاء والتعمير | 21 مايو 1992            | 26 أغسطس 1955               |
|             | مؤسسة التنمية الدولية         | 19 يناير 1993           | 18 مايو 1961                |
|             | بنك التنمية الآسيوي           | 1990                    | 1966                        |

## وصلات خارجية
- موقع وزارة الخارجية الكورية الجنوبية